# Или (Минесота)
Или (енгл. Ely) град је у америчкој савезној држави Минесота.

## Демографија
По попису из 2010. године број становника је 3.460, што је 264 (-7,1%) становника мање него 2000. године.
| Група             | 2000.         | 2010.         |
| Белци             | 3.597 (96,6%) | 3.289 (95,1%) |
| Афроамериканци    | 32 (0,9%)     | 33 (1,0%)     |
| Азијати           | 7 (0,2%)      | 23 (0,7%)     |
| Хиспаноамериканци | 25 (0,7%)     | 39 (1,1%)     |
| Укупно            | 3.724         | 3.460         |